# Cassarate
Cassarate är ett vattendrag i Schweiz.   Det ligger i kantonen Ticino, i den sydöstra delen av landet, 160 km sydost om huvudstaden Bern. Cassarate ligger vid sjön Lago di Lugano.
I omgivningarna runt Cassarate växer i huvudsak blandskog. Runt Cassarate är det ganska tätbefolkat, med 120 invånare per kvadratkilometer.